# Henry Mayer
Henry Mayer (Hannover, 16 de enero de 1878-WunstorfWunstorf, RFA 13 de abril de 1955) fue un deportista alemán que compitió en ciclismo en la modalidad de pista. Ganó tres medallas en el Campeonato Mundial de Ciclismo en Pista entre los años 1904 y 1907.

## Medallero internacional
| Campeonato Mundial | Campeonato Mundial    | Campeonato Mundial | Campeonato Mundial       |
| Año                | Lugar                 | Medalla            | Competición              |
| ------------------ | --------------------- | ------------------ | ------------------------ |
| 1904               | Londres (Reino Unido) | Medalla de bronce  | Velocidad individual (P) |
| 1905               | Amberes (Bélgica)     | Medalla de bronce  | Velocidad individual (P) |
| 1907               | París (Francia)       | Medalla de plata   | Velocidad individual (P) |